# Titanoecidae
Famille
Les Titanoecidae sont une famille d'araignées aranéomorphes.

## Distribution

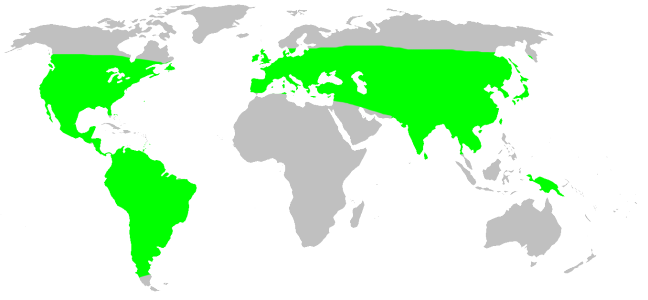
Distribution

Les espèces de cette famille se rencontrent en zones holarctique, néotropicale, indomalaise, en Nouvelle-Guinée et jusqu'aux Marquises.
Plusieurs espèces sont particulières aux hautes altitudes.

## Paléontologie
Cette famille est connue depuis l'Holocène.

## Taxonomie
Cette famille rassemble 53 espèces dans cinq genres.

## Liste des genres
Selon World Spider Catalog (version 17.5, 15/09/2016) :
- Anuvinda Lehtinen, 1967
- Goeldia Keyserling, 1891
- Nurscia Simon, 1874
- Pandava Lehtinen, 1967
- Titanoeca Thorell, 1870

Selon The World Spider Catalog (version 17.0, 2016) :
- †Copaldictyna Wunderlich, 2004

## Publication originale
- Lehtinen, 1967 : Classification of the cribellate spiders and some allied families, with notes on the evolution of the suborder Araneomorpha. Annales Zoologici Fennici, vol. 4, p. 199-468.